# بخش مرکزی شهرستان صومعه‌سرا
بخش مرکزی شهرستان صومعه‌سرا یکی از بخش‌های شهرستان صومعه‌سرا در استان گیلان در شمال ایران است.

## تقسیمات کشوری
- بخش مرکزی شهرستان صومعه‌سرا
  - دهستان طاهرگوراب
  - دهستان ضیابر
  - دهستان کسما

شهرها: صومعه‌سرا

## جمعیت
بنابر سرشماری مرکز آمار ایران، جمعیت بخش مرکزی شهرستان صومعه سرا در سال ۱۳۸۵ برابر با ۷۶۵۶۱ نفر بوده است.